# Radioteràpia
La radioteràpia és l'aplicació mèdica de radiació ionitzant en humans i animals per tal de curar malalties oncològiques o retardar-ne la progressió, mitjançant la destrucció de les cèl·lules malignes i impedint que aquestes creixin i es reprodueixin. La radiació pot provenir de dispositius o de preparats radioactius.
És un tractament local que s'ha d'aplicar en una zona concreta del cos i consisteix a eliminar les cèl·lules tumorals, amb intenció pal·liativa o com tractament adjuvant.
Aquesta acció també pot exercir-se sobre els teixits normals; no obstant això, els teixits tumorals són més sensibles a la radiació i no poden reparar el dany produït de forma tan eficient com ho fa el teixit normal, de manera que són destruïts bloquejant el cicle cel·lular. D'aquests fenòmens que ocorren en els éssers vius després de l'absorció d'energia procedent de les radiacions s'encarrega la radiobiologia.
La radioteràpia és un tractament que es fa servir des de fa un segle, ha evolucionat amb els avenços científics de la física, de l'oncologia i dels ordinadors, i ha millorat tant els equips com la precisió, la qualitat i la indicació dels tractaments. S'estima que més del 50% dels pacients amb càncer necessitaran tractament amb radioteràpia per al control tumoral o com teràpia pal·liativa en algun moment de la seva evolució. Aproximadament, 6 de cada 10 persones amb càncer reben radioteràpia com a tractament principal o adjuvant.

## Història

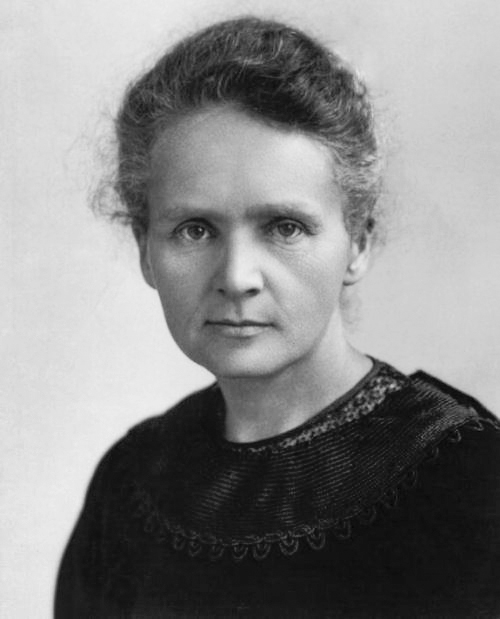
Marie Curie el 1900.

La història de la radioteràpia s'inicia amb el descobriment dels raigs X per part del físic alemany Wilhelm Röntgen (1845-1923) l'any 1895. L'any 1896, l'estatunidenc Emil Grubbe (1875-1960) i el francès Victor Despeignes (1866-1937), independentment, utilitzaren els raigs X per a la curació del càncer. El 1897, els metges austríacs Leopold Freund (1868-1943) i Eduard Schiff (1849-1913) van proposar també l'ús dels raigs X per al tractament d'algunes malalties, i el 1899, el metge suec Tage Sjögren (1859-1939) es va convertir en la primera persona a tractar amb èxit un pacient amb càncer mitjançant raigs X.

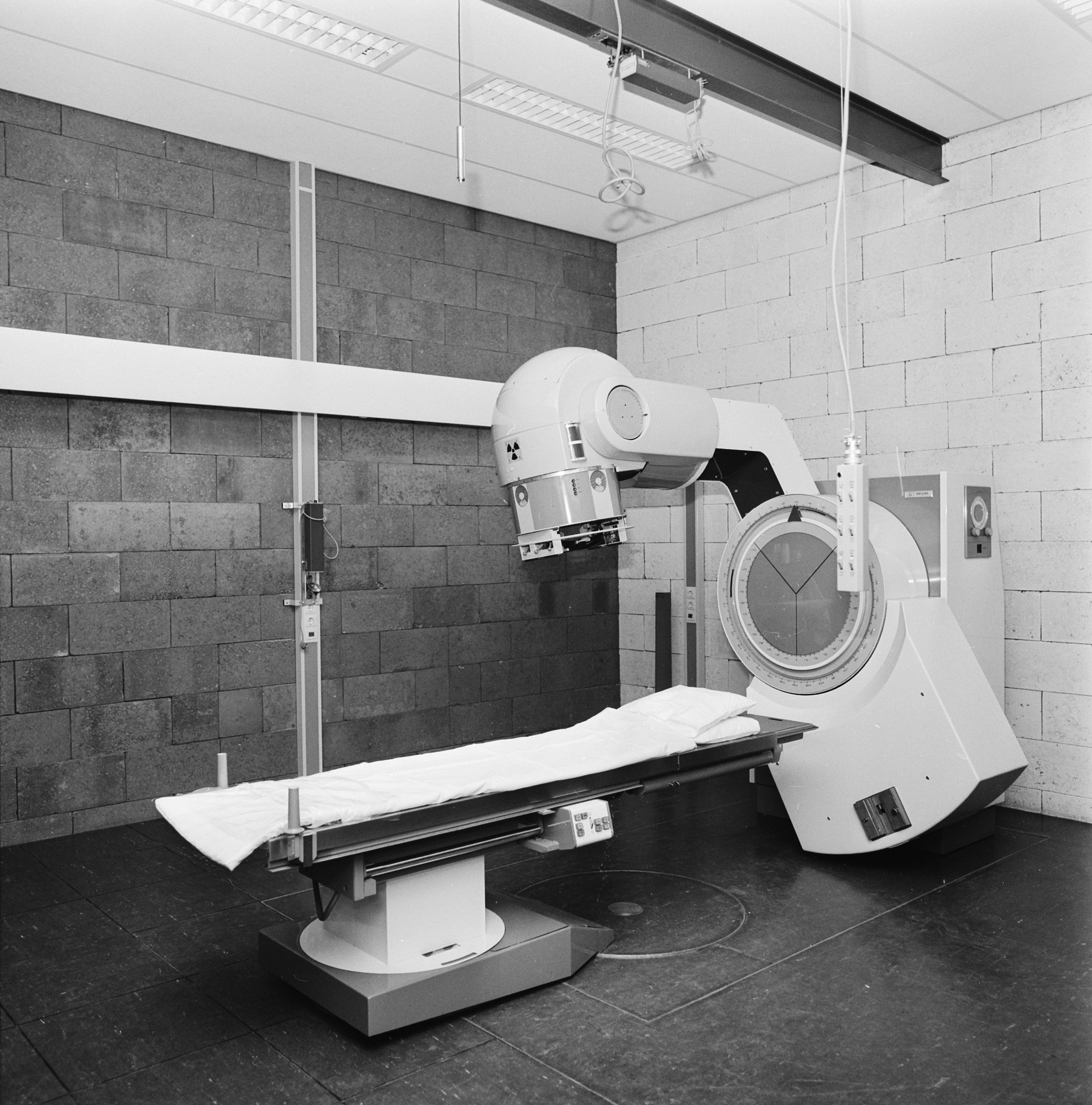
Bomba de cobalt a Ámsterdam el 1973.

El 1898, amb el descobriment dels elements radioactius poloni i radi per part de la física polonesa Marie Curie (1867-1934), es va iniciar una nova etapa en la història de la radioteràpia. De fet, poc després del descobriment del radi, el dermatòleg francès Ernest Besnier (1831-1909) va especular sobre la possibilitat que la radiació d'aquests elements (partícules α) es pogués utilitzar de manera similar als raigs X. Es creia que l'element radi podria tenir efectes terapèutics, tot i que també es va considerar que podria tenir efectes adversos en el pacient, com ara cremades, fet que va ser confirmat pel dentista alemany Otto Walkhoff i, posteriorment, pel físic francès descobridor de la radioactiviat Henri Becquerel (1852-1908) que el 1901 va experimentar una inflamació severa de la seva pell després de col·locar un tub de radi a la butxaca de l'armilla durant diverses hores. El 1900, el físic suec Thor Stenbeck (1864-1914) va curar un pacient amb càncer de pell utilitzant petites dosis de radiació. Aquest descobriment va donar lloc al primer ús del radi en teràpia quan el dermatòleg francès Henri Alexandre Danlos (1844-1912) i el físic francès Eugene Bloch (1878-1944) van posar el radi en contacte amb una lesió cutània tuberculosa. El 1903, Alexander Graham Bell va suggerir col·locar fonts que contenien radi dins o prop dels tumors, i el 1913, Frederick Proescher va publicar el primer estudi sobre la injecció intravenosa de radi 226 per a la teràpia de diversos tipus de malalties.
El metge francès Claude Regaud (1870-1840) va proposar que el tractament del càncer podria ser més efectiu si la radiació s'administrava en dosis més petites al llarg de diverses setmanes. El 1918, aquesta experiència va ser reforçada per Friedrich i Krönig. El 1922, el metge francès Henri Coutard (1876-1950) va verificar la minimització dels efectes secundaris de la radiació en un pacient amb càncer de llengua tractat amb dosis reduïdes de radiació. El 1935, els hospitals van començar a seguir aquest pla de tractament.
Entre 1950 i principis de la dècada de 1980, el camp de la radioteràpia va començar a utilitzar màquines de teràpia de cobalt (que empren una font de cobalt 60 que emet raigs gamma), les quals permeten el tractament de càncers més profunds i «difícils», mentre que els raigs X només permeten el tractament de tumors superficials. Posteriorment, els acceleradors lineals de partícules han començat a substituir les unitats de cobalt, ja que ofereixen la possibilitat de produir energies més elevades mitjançant una estructura d'acceleració lineal, sense necessitat de fonts radioactives en l'interior. Des de la dècada de 1970, el disseny de les màquines de radioteràpia ha evolucionat significativament, amb la invenció de la tomografia computada, com ara la 2-D i la 3-D (que utilitzen el pla de dosimetria clínica), així com la teràpia d'imatges integrada computada, com la IMRT i la IGRT (que empren la planificació inversa).

## Tipus de radioteràpia segons la localització
Aquesta classificació es fonamenta amb l'origen de la font de les radiacions. Hi distingim la braquiteràpia i la radioteràpia externa. La primera fa referència al fet que la font de radiació està en contacte amb la superfície de la pell o fins i tot a l'interior del cos pròxim al tumor. En el segon cas, el tractament s'aplica a distància de la persona mitjançant noves i grans tecnologies.

### Radioteràpia externa

Esquema de decaïment del cobalt 60.

La radioteràpia externa s'aplica mitjançant aparells tecnològics d'alta generació. La màquina utilitzada per dur a terme el tractament s'anomena accelerador lineal. Aquesta màquina es pot programar per realitzar moviments precisos que enfoquin l'àrea a tractar. Els feixos de radiació usats en la radioteràpia externa provenen de tres tipus de partícules:
- Un accelerador lineal (LINAC) accelera electrons que es fan xocar contra un metall, amb la qual cosa s'emeten raigs X que poden emprar-se pel tractament del càncer.Fotons: 

Un accelerador lineal (LINAC) accelera electrons que es fan xocar contra un metall, amb la qual cosa s'emeten raigs X que poden emprar-se pel tractament del càncer.

  - La majoria d'aparells de radioteràpia fan servir feixos de fotons de radiació γ produïts per desintegracions radioactives. Els feixos de fotons poden arribar als tumors a les profunditats del cos. Mentre viatgen pel cos es dispersen i no s'aturen un cop arriben al tumor, sinó que passen al teixit normal.[9] La producció de raigs γ es realitza habitualment amb la bomba de cobalt.[10] Aquest aparell utilitza la desintegració del cobalt 60, el qual s'obté irradiant cobalt 59 amb neutrons en un reactor nuclear segons l'equació: {\textstyle _{27}^{59}Co+\,_{0}^{1}n\longrightarrow \,_{28}^{60}Co}. El cobalt 60 és inestable i es desintegra donant níquel 60 i emeten electrons i antineutrins electrònics segons el procés: {\textstyle _{27}^{60}Co\longrightarrow \,_{28}^{60}Ni^{*}+\,_{-1}^{0}e+\,_{0}^{0}\nu _{e}}. Els electrons produïts són poc energètics i no serveixen pel tractament, tampoc serveixen els antineutrins que no interaccionen amb la matèria. Però el níquel 60 tot seguit emet un fotó γ molt energètic, que pot ser d'energia 1 173 keV o 1 333 keV, en funció de l'estat excitat del níquel 60, segons l'equació:  {\textstyle _{28}^{60}Ni^{*}\longrightarrow \,_{28}^{60}Ni+\gamma }.[11]
  - Actualment, també comencen a emprar-se fotons de raigs X molt energètics produïts en la radiació de sincrotró o emprant acceleradors lineals (LINAC).[12][13]
- Protons: Els feixos de protons també poden arribar als tumors a les profunditats del cos. S'obtenen a partir d'hidrogen dissociant les molècules H2 i ionitzant els àtoms generats. Els feixos de protons no dispersen la radiació quan passen pel cos i s'aturen un cop arriben al tumor. Amb aquestes partícules es creu que es podria reduir la quantitat de teixit normal exposat a la radiació. Alguns centres oncològics han començat a utilitzar feixos de protons en radioteràpia, però l'alt cost i la mida dels acceleradors de partícules necessaris encara en limiten l'ús.[14]
- Electrons: Els feixos d'electrons no poden viatjar molt lluny a través dels teixits corporals. Per tant, el seu ús es limita als tumors a la pell o prop de la superfície del cos. Habitualment són produïts per radionúclids que presenten una desintegració β. Darrerament, s'empren acceleradors lineals per a produir feixos d'electrons d'alta energia. En primer lloc, un filament de tungstè s'escalfa a alta temperatura perquè emeti electrons contínuament per efecte termoiònic. Alguns d'aquests electrons s'injecten després en un tub llarg anomenat guia d'ones on són accelerats a energies altes per ones electromagnètiques a freqüències de microones. A mesura que els electrons s'acceleren per la guia d'ones, també es concentren en un feix estret mitjançant imants. A continuació, el feix d'electrons d'alta energia que emergeix de l'extrem de la guia d'ones es dirigeix en la direcció del lliurament del tractament.[13]

### Radioteràpia interna o braquiteràpia

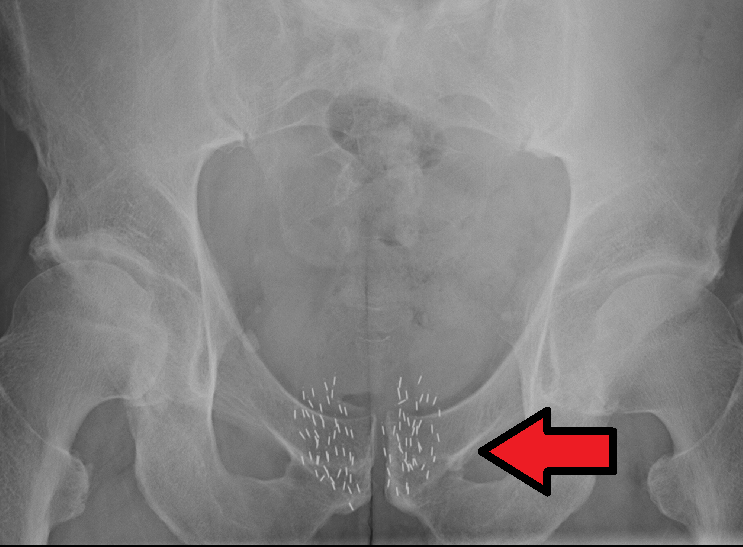
Imatge del tractament per braquiteràpia (s'observen a la radiografia les càpsules pel tractament del càncer de pròstata).

Tractament del càncer de pulmó amb braquiteràpia intersticial.

La braquiteràpia consisteix en l'aplicació de fonts radioactives encapsulades pròximes al tumor. Aquestes càpsules tenen isòtops radioactius que es col·loquen mitjançant cirurgia amb anestèsia local o general als òrgans i al propi tumor. Per exemplificar, la braquiteràpia de pròstata. Com a avantatge principal és la irradiació únicament de la zona i no de teixits proximals. També redueix el tractament de set setmanes a tan sols quatre dies. Per altra banda, hi ha els inconvenients com la manca d'irradiació al sistema limfàtic i que només es pot aplicar a tumors de dimensió petita.
Hi ha diferents tipus de braquiteràpia:
- Endocavitària. En aquesta tècnica les càpsules que es col·loquen tenen forma de l'òrgan afectat. Per exemple, sondes endoesofàgiques.
- De contacte superficial. Les càpsules estan en contacte amb la pell i amb la seva forma.
- La intersticial fa referència a la introducció d'agulles o altres aplicadors al tumor i així, facilitar el pas de la font radioactiva. Aquesta darrera s'utilitza com a teràpia complementària amb la radioteràpia externa.[19]

Les teràpies amb núclids radioactius han augmentat ràpidament tant en nombre com en variacions durant els últims anys. Els tractaments basats en emissors β– s'usen des de la dècada de 1930, i els dos primers radionúclids fets servir per al tractament van ser el sodi 24 i el fòsfor 32, tots dos per primera vegada l'any 1936 per tractar malalties hematològiques. El iode 131 va ser l'emissor β– més investigat durant molt de temps, també a causa de les propietats d'orientació directa que permeten l'acumulació en cèl·lules tiroidals diferenciades. L'aparició posterior de molècules portadores a les quals es podien conjugar radionúclids va introduir nous radionúclids en la teràpia dirigida, com l'itri 90 i el luteci 177. Tot i que els emissors α s'han utilitzat durant dècades, recentment han augmentat en popularitat, ja que el seu curt abast desbloqueja el potencial per al tractament a mida d'estructures més petites. Juntament amb els emissors de barrina menys usats actualment, els emissors β– i α constitueixen l'armament per a les teràpies amb radionúclids.
Sovint, una molècula dirigida a un receptor particular de les cèl·lules tumorals s'etiqueta amb un isòtop de diagnòstic, com ara el gal·li 68 o el tecneci 99m, cosa que permet als metges cartografiar on s'han estès els tumors. Posteriorment, la mateixa molècula es pot marcar amb un isòtop terapèutic, per exemple, luteci 177, per lliurar radiació directament a les cèl·lules malignes.

## Tipus de radioteràpia segons la intenció
La radioteràpia es pot aplicar amb la intenció d'aconseguir diferents objectius. Aquests poden ser:
- Radioteràpia radical. Aquesta teràpia fa referència al tractament curatiu. S'aplica quan l'objectiu principal és erradicar la malaltia, la qual cosa permet incrementar la supervivència del pacient.

- Radioteràpia pal·liativa. És una teràpia que s'aplica per pal·liar o controlar la simptomatologia associada a la malaltia. No incrementa la supervivència, però permet millorar la qualitat de vida del pacient.

- Radioteràpia adjuvant. S'empra la radioteràpia adjuvant amb l'objectiu d'eliminar la malaltia juntament amb altres tractaments. S'aplica després d'un altre tractament. Per exemple, en primer lloc, es fa el tractament quirúrgic i, posteriorment, s'aplica la radioteràpia com a tractament adjuvant.
- Radioteràpia preoperatòria. Aquesta al contrari que l'adjuvant s'aplica prèviament a la cirurgia per intentar disminuir la mida del tumor a escala locoregional per permetre una millor cirurgia.

## Tipus de teràpia segons el fraccionament
La distribució de les dosis també permet una classificació. En aquesta hi trobem la convencional, fraccionisme accelerat, hiperfraccionament i hipofraccionament. El fraccionament convencional és el més utilitzat i dura entre 5 i 8 setmanes amb dosis de 50 a 70Gy. El fraccionament accelerat és igual que l'anterior, però s'aplica dos cops al dia. L'hiperfraccionament fa referència al tractament que s'aplica cinc dies per setmana i amb dosis d'1,1-1,2 Gy dos cops al dia, és a dir 10 fraccions a la setmana. Finalment, l'hipofraccionament s'apliquen 3,4 0 5 Gy per dia fraccionats entre 2 i 10 dies.

## Efectes secundaris
Aquest tractament, com la resta, poden tenir efectes secundaris que s'han de conèixer. Són menys severs que en el cas de la quimioteràpia però també s'han de tenir en compte i controlats. No tothom ha de tenir efectes secundaris i si els tenen no han de ser els mateixos. Això, es veu supeditat per la susceptibilitat de cada persona, la seva tolerància al tractament i el tipus d'aquest.
Les radiacions emeses afecten principalment la zona tumoral, però poden també afectar amb menys grau zones properes. Segons el lloc en el qual es localitzi el punt tractat amb radiacions els símptomes poden ser uns o altres. Durant el tractament s'han de fer controls per poder tractar-los i assegurar la màxima qualitat de vida possible.
Dins dels efectes secundaris generals i més comuns s'hi troben alteracions cutànies a les zones tractades, com eritemes o pell seca, cansament i astènia, pèrdua de pèl a la zona tractada, nàusees i vòmits, cefalea, diarrea, entre d'altres. A les 2 o 3 setmanes de començar el tractament la pell comença a envermellir-se i a poc a poc va passant a ser més pigmentada i fosca. Generalment, un cop finalitzat el tractament desapareix. Així i tot, en alguns casos es poden produir alteracions més greus com dermatitis o epitelitis.